# Cantó de Bailleul-Nord-Est
El cantó de Bailleul-Nord-Est (neerlandès Kanton Belle-Noordoost) és una divisió administrativa francesa situat al departament del Nord a la regió dels Alts de França. Forma part del Westhoek (Flandes francès)

## Composició
El cantó aplega 4 comunes: 
| Nom francès       | Nom flamenc     | Població | Codi Postal | Codi INSEE |
| Bailleul          | Belle           | 17.191   | 59270       | 59043      |
| Nieppe            | Niepkerke       | 7.470    | 59850       | 59431      |
| Saint-Jans-Cappel | Sint-Janskappel | 1.472    | 59270       | 59535      |
| Steenwerck        | Steenwerk       | 3.263    | 59181       | 59581      |

## Demografia
| 1962 | 1968  | 1975   | 1982   | 1990   | 1999   | 2006   |
| ---- | ----- | ------ | ------ | ------ | ------ | ------ |
| -    | 9.572 | 11.038 | 11.427 | 11.853 | 12.205 | 17.204 |

## Història
| Data d'elecció                           | Identitat          | Partit | Qualitat |
| ---------------------------------------- | ------------------ | ------ | -------- |
| 2002-                                    | Michel Vandevoorde | PS     |          |
| les dades anteriors no són pas conegudes |                    |        |          |
|                                          |                    |        |          |